# Station Elkærdam
Station Elkærdam was een spoorweghalte in Elkærdam in de gemeente Varde in Denemarken. De voormalige halte ligt aan de spoorlijn Varde - Tarm tussen de stations Boulevarden en Hyllerslev. De halte werd  bediend door de treinen van Esbjerg naar Nørre Nebel. In 2012 werd de halte gesloten. 